# Luislândia
Luislândia – miasto i gmina w Brazylii, w stanie Minas Gerais.